# Westfriedhof (Köln)

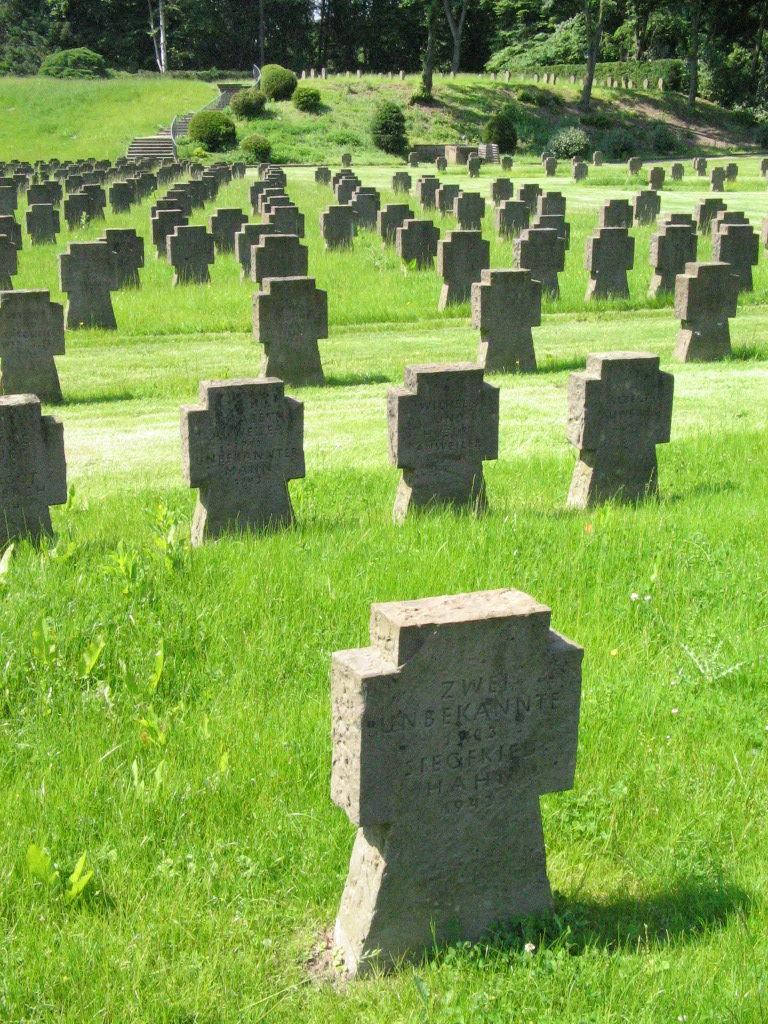
Kriegsgräber auf dem Westfriedhof

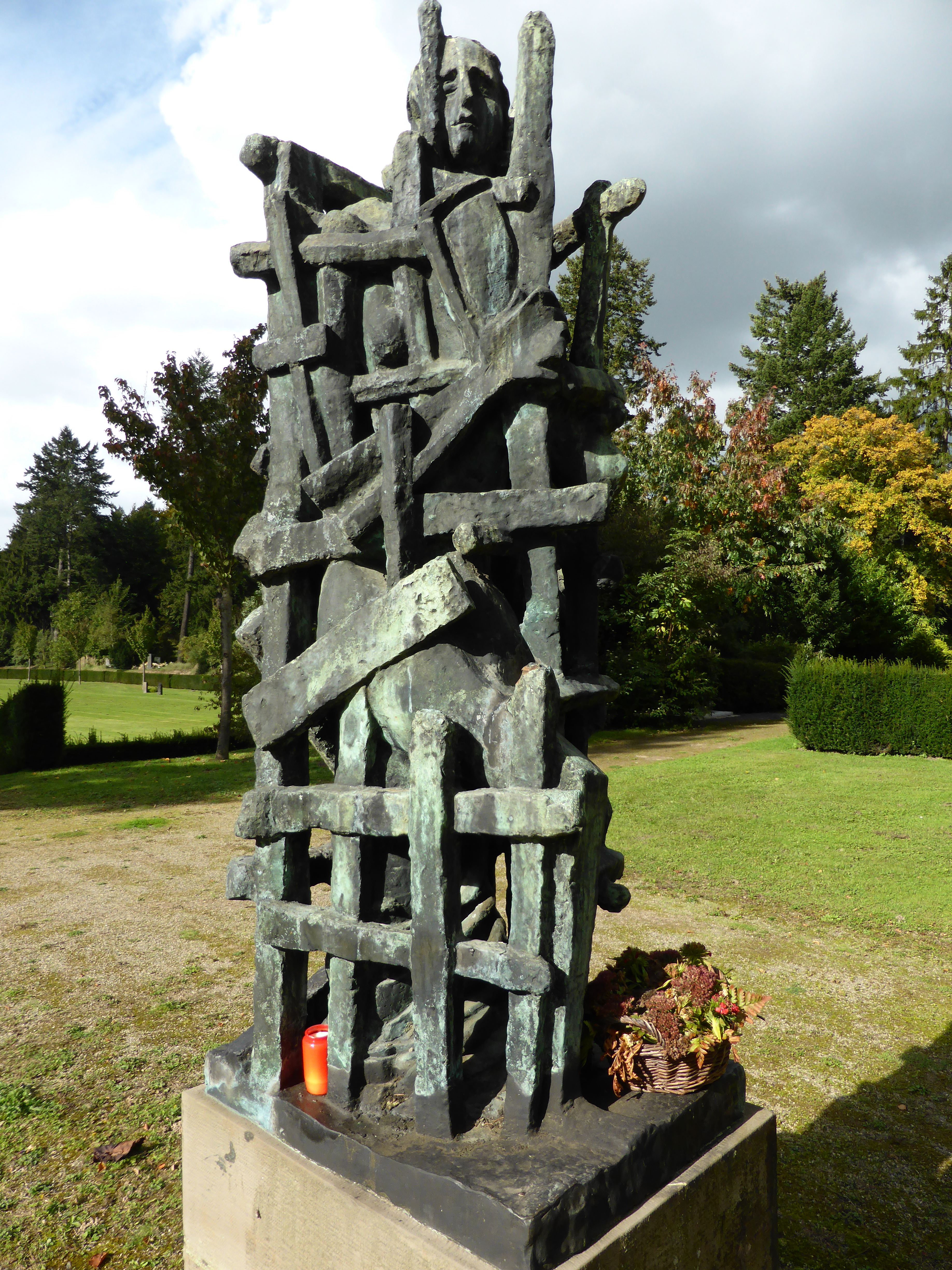
Skulptur „Die Gefangenen“ von Ossip Zadkine (Foto: 2015)

Der Westfriedhof ist ein städtischer Friedhof nördlich der Venloer Straße im Kölner Stadtteil Vogelsang im Stadtbezirk Ehrenfeld. Er hat eine Fläche von 523.000 m² (45.580 Grabstätten) und gehört damit zu den größten Begräbnisstätten im Stadtgebiet.

## Allgemeines
Der Westfriedhof ist einer der fünf Kölner Großfriedhöfe, zu denen der bereits seit Anfang des 19. Jahrhunderts bestehende Melaten-Friedhof sowie vier sogenannte Entlastungsfriedhöfe – neben dem Westfriedhof der Süd-, der Nord- und der Ostfriedhof – gehören. Diese vier Entlastungsfriedhöfe wurden seinerzeit angelegt, um Platzprobleme des Melatenfriedhofs und anderer zum jeweiligen Zeitpunkt bestehenden Friedhöfe der Stadt zu lösen. Der Westfriedhof sollte nach dem Nord- und dem Südfriedhof der dritte Entlastungsfriedhof werden. Die Planungen für seinen Bau einschließlich eines Ideenwettbewerbes für die gärtnerische Gestaltung begannen bereits 1912. Der Bau, auf dem auch rund 200 russische Kriegsgefangene eingesetzt worden waren, dauerte von 1913 bis 1917. Die Eröffnung der Begräbnisstätte erfolgte mit der ersten Beerdigung am 1. Oktober 1917. Ursprünglich sollte der Westfriedhof den Melaten-Friedhof als Kölner Zentralfriedhof komplett ablösen; aus diesem Grund schloss die Stadt gleich nach der Inbetriebnahme des Westfriedhofs Melaten für Neubegräbnisse. Erst im Jahre 1923 wurde die Weiternutzung von Melaten beschlossen.
Bis heute hat der Westfriedhof einen für die größeren Kölner Kommunalfriedhöfe typischen Parkcharakter mit breiten Alleen und reichhaltiger Baumbepflanzung. Auf dem Gelände des Friedhofs befinden sich auch Abschnitte mit Roma-Gräbern, muslimischen Begräbnissen und einem Gräberfeld für die Jüdische Liberale Gemeinde Köln Gescher LaMassoret. Ebenso befindet sich hier auch das städtische Krematorium; dieses wurde im Jahre 1937 errichtet und war zugleich auch das erste Krematorium in Köln. Im Dezember 2018 wurde beschlossen, das Krematorium künftig von dem niederländischen Unternehmer Die Facultatieve betreiben zu lassen. Dieser hat seit Ende März 2019 als Krematorium Köln GmbH die Leitung übernommen.
Unmittelbar nördlich an den Westfriedhof schließt sich eine Waldfläche an, die als mögliche Erweiterungsfläche eingeplant wurde. Angrenzend an den Westfriedhof befindet sich der jüdische Friedhof.
Vor dem Gräberfeld der Opfer von Krieg und Gewaltherrschaft steht ein Abguss (von 1958) der Skulptur „Die Gefangenen“ von Ossip Zadkine aus dem Jahr 1943. Die 1,90 Meter hohe Bronzeskulptur erinnert „an die Leiden der französischen Bevölkerung unter deutscher Besatzung“.
Anbindung an den ÖPNV über die Haltestelle "Westfriedhof " der Stadtbahnlinie 3 (Thielenbruch – Görlinger Zentrum) sowie der Stadtbahnlinie 4 (Schlebusch – Bocklemünd), wobei beide Stadtbahnlinien über Bahnhof Deutz/LANGZESSarena, Severinstraße, Neumarkt, Apellhofplatz, Friesenplatz, Hans-Böckler-Platz/Bahnhof West, Venloer Straße/Bahnhof Ehrenfeld und Rochusplatz verlaufen.

## Grabstätten bekannter Persönlichkeiten
- Rudi Conin (1921–1999), Politiker und Unternehmer, Mitinitiator der KAJUJA Köln (Flur C)[5]
- Johannes Fastenrath (1839–1908), Jurist, Schriftsteller und Übersetzer, Hispanist (Flur D)
- Heinrich Flatten (1907–1987), Kirchenrechtler (Flur A)[5]
- Fakhri Kaddori (1932–2018), irakischer Politiker und Journalist (Flur W)
- René König (1906–1992), Soziologe (Flur N)
- Josef Krautkrämer (1913–2000), Physiker und Unternehmer (Flur D)
- Adolf Raskin (1900–1940), Musikwissenschaftler und Rundfunkpionier (Flur P)
- Stephan Schramma (1969–2001), Opfer eines illegalen Autorennens, Sohn von Fritz Schramma (Flur P)[5]
- Albert Vogt (Pseudonym B. Gravelott) (1922–1998), Kölner Mundartautor und Verleger (Flur 4)